# 蕭家麟
蕭家麟（1884年—？年），字玉書，直隸省天津縣人，宣統二年進士。

## 生平
光緒三十三年（1907年）秋，入學北洋大學堂工科土木工學門甲班生，宣統二年畢業。
宣統二年五月，北洋大學堂預科學生補習期滿，照中學堂給獎，獎給拔貢生。
宣統二年十月，學部會考北洋大學堂畢業學生，蕭家麟得71.76分，考列優等。
宣統二年十一月初九日己酉（1910年12月10日），賞給進士出身，改為翰林院庶吉士。
民國元年（1912年）8月，漢粵川路總公所委任惲炳文、梁振華、馮熙敏、蕭家麟為第六年工程學員。